# HMS Leviathan (1790)
Pour les autres navires du même nom, voir HMS Leviathan.
Le HMS Leviathan est un vaisseau de ligne de troisième rang de 74 canons lancé le 9 octobre 1790 et en service dans la Royal Navy jusqu'en 1848.

## Conception et construction
Le Leviathan est construit comme une copie du vaisseau français Courageux capturé en 1761 par la Royal Navy. Construit à Chatham, à partir de mai 1782, il est lancé le 9 octobre 1790. Long de 52,5 m et large de 14,6 m, son tirant d'eau est de 6,3 m.
L'armement principal du navire comporte 28 canons de 32 livres, 28 canons de 18 livres et 18 canons de 9 livres. S'ajoute à ces canons, deux caronades de 32 et 6 caronades de 18.

## Service actif
Le 1er juin 1794, il participe à la bataille du 13 prairial an II et capture le vaisseau français America.
Le 9 novembre 1798, il participe à la capture de Minorque (en) au sein de l'escadre de John Thomas Duckworth.
Le 30 août 1805, il rejoint le blocus de Cadix avec les autres vaisseaux de l'amiral Calder. À la bataille de Trafalgar, il fait partie de la colonne menée par l'amiral Nelson sur le HMS Victory et capture le navire espagnol San Agustín.
Il est converti en ponton en 1816, puis vendu et détruit en 1848.